# Elmar Lichtenegger
Elmar Lichtenegger (* 25. Mai 1974 in Klagenfurt) ist ein ehemaliger österreichischer Hürdenläufer und Abgeordneter zum Österreichischen Nationalrat für die FPÖ bzw. das BZÖ.

## Leben
1992 machte Lichtenegger seinen Abschluss am Alpen Adria Gymnasium in Völkermarkt und begann mit dem Studium Informatik & Medienkommunikation. Bis 2004 war er Leistungssportler im Heeressportzentrum.
Er war vom 5. März 2003 bis zum 4. Februar 2005 und von 25. Jänner 2006 bis zum 27. April 2006 Abgeordneter zum Nationalrat für die FPÖ und von 28. April 2006 bis 29. Oktober 2006 für das BZÖ. Im Nationalrat war er in den Ausschüssen Sport, Landesverteidigung und Gesundheit tätig. Im September 2005 übernahm er im Österreichischen Leichtathletik-Verband den Bereich Eventmarketing.
2017 absolvierte er den Universitätslehrgang Business Manager am M/O/T der Universität Klagenfurt mit dem Titel MSc.
Heute ist er als Manager bei einem IT-Dienstleister tätig.

## Leistungssport

### Olympische Spiele 1996
1995 erbrachte Lichtenegger die Qualifikationsnormen für die Olympischen Spiele in Atlanta 1996 und er startete über 110 Meter Hürden, wo er den 47. Rang belegte.
Ende 1996 übersiedelt Lichtenegger nach Berlin, wo er mit dem deutschen Nationalteam unter Uwe Hakus trainierte. 1998 erhielt er das Angebot mit dem Weltrekordhalter Colin Jackson in England zu trainieren. Über vier Jahre bestand eine Trainingsgemeinschaft mit dem Waliser.
Bei den Hallenweltmeisterschaften 2001 in Lissabon wurde er Sechster über 60 Meter Hürden.
Der von seinem Vater Ewald Lichtenegger trainierte mehrfache österreichische Meister startete für den Dr. Auer AC Völkermarkt. Bei den Halleneuropameisterschaften 2002 in Wien gewann er die Silbermedaille über 60 Meter Hürden.

### Dopingsperre 2003
Lichtenegger saß 2003/04 eine fünfzehnmonatige Sperre wegen einer auf Nandrolon positiven Dopingprobe ab. Er selbst gibt verunreinigten Nahrungsergänzungsmittel die Schuld. Eine vom Leichtathletik-Weltverband (IAAF) verhängte zweijährige Sperre wurde durch ein Urteil des Internationalen Sportgerichtshofs CAS in Lausanne reduziert. Nach einer weiteren Überführung als Dopingsünder, am 22. November 2007 war er wieder auf Nandrolon getestet worden, gab er am 13. Dezember 2007 seinen Rücktritt vom Sport bekannt.

### Lebenslange Dopingsperre 2008
Im August 2008 verhängte der Österreichische Leichtathletik-Verband (ÖLV) gegen ihn wegen Verstoßes gegen die Anti-Doping-Bestimmungen aufgrund des Wiederholungsfalles eine lebenslange Sperre für alle nationalen und internationalen Wettkämpfe sowie für alle Sportarten. Obwohl er seine Karriere 2007 beendet hatte, rief Lichtenegger die Unabhängige Schiedskommission wegen vermuteten Unregelmäßigkeiten bei den Kontrollen an. Die Kommission bestätigte im November 2008 die lebenslange Dopingsperre.

## Erfolge
bis 1999
- 7. Platz Halleneuropameisterschaften 1996 Stockholm
- 5. Platz Universiade 1997

1999
- 7. Platz Hallenweltmeisterschaften 1999 Maebashi
- Semifinalist Weltmeisterschaften 1999 Sevilla
- 3. Platz GP I Meeting Köln 1999
- 5. Platz GOLDEN LEAGUE Monte Carlo 1999
- Sieger EC 1. Liga Athen 1999

2000
- 4. Platz Halleneuropameisterschaften 2000 Gent
- Sieger EC 1. Liga Bydgoszcz 2000
- Semifinale Olympische Spiele Sydney 2000

2001
- 6. Platz Hallenweltmeisterschaften 2001 Lissabon (Portugal)
- Europacup-Sieger 2001 Nikosia (Zypern)
- Militär-Weltmeister 2001 Beirut (Libanon)
- Semifinale Weltmeisterschaften 2001 Edmonton
- Silbermedaille Universiade 2001 Peking (VR China)

2002
- Sieg über Colin Jackson in Erfurt 2002
- 2. Platz Halleneuropameisterschaften 2002 Wien

2005
- Sieg Chemnitz 2005
- Finale Halleneuropameisterschaften 2005 Madrid
- Semifinale Weltmeisterschaften 2005 Helsinki

Mehrfacher Staatsmeister über 60 Meter Hürden, 60 Meter, 110 Meter Hürden, 100 Meter

## Bestleistungen
- 60 m Hürden: 7,44 s (2002) (österreichischer Rekord)
- 110 m Hürden: 13,33 s (1999)
- 60 m: 6,73 s (1998, 2005)
- 100 m: 10,41 s (1998)
- 200 m: 21,61 s (2005)
- Zehnkampf: 6111 Punkte (1994)